# Свенцехова (гмина)
Свенцехова (пол. Święciechowa) — сельская гмина (уезд) в Польше, входит как административная единица в Лешненский повет, Великопольское воеводство. Население — 7045 человек (на 2004 год).

## Сельские округа
1. Длуге-Нове
2. Длуге-Старе
3. Голанице
4. Хенрыково
5. Кшицко-Мале
6. Лясоцице
7. Нехлуд
8. Пётровице
9. Пшибышево
10. Стшижевице
11. Свенцехова
12. Тшебины

## Прочие поселения
1. Ксёнженцы-Ляс
2. Огроды

## Соседние гмины
1. Гмина Гура
2. Лешно
3. Гмина Липно
4. Гмина Рыдзына
5. Гмина Влошаковице
6. Гмина Всхова